# Tony Banda
Antonio „Tony“ Banda (* Mai 1956) ist ein US-amerikanischer Jazzmusiker (Kontrabass, E-Bass).

## Leben und Wirken
Banda wuchs in  Norwalk im Los Angeles County auf und kam durch seine Familie erstmals mit Musik in Berührung. Bereits mit fünf Jahren spielte er regelmäßig an Wochenenden mit der Familiengruppe und sammelte so in jungem Alter erste Erfahrungen auf der Bühne. In diesen prägenden Jahren wuchs seine Neigung für alle Arten von Musik, insbesondere für Jazz, Latin und Rhythm & Blues. Zu seinen Vorbildern zählen die Jazz-Bassisten Ray Brown, Paul Chambers, John Heard und Al McKibbon, die Latin-Größen Bobby Rodriguez, Cachao, Andy González und die Soul-Innovatoren James Jamerson, Rocco Prestia, Bernard Odum und Larry Graham. 
22 Jahre arbeitete Banda in der Poncho Sanchez Latin Jazz Band, deren Gründungsmitglied er war. Mit dieser Gruppe reiste Banda um die Welt, wirkte bei mehreren Alben mit und trat auf zahlreichen Festivals und an renommierten Veranstaltungsorten wie der Carnegie Hall auf. Seit 1996 trat er auch mit der Banda Bros. Group auf, die er gemeinsam mit seinem Bruder, dem Perkussionisten Ramon Banda leitete. Im Bereich des Jazz war er laut Tom Lord zwischen 1998 und 2011 an 27 Aufnahmesessions beteiligt, auch mit Joey DeFrancesco/Jimmy Smith, John DeFrancesco, Colleen McNabb und zuletzt auf Chano y Dizzy!, dem Album von Poncho Sanchez mit Terence Blanchard.